# Blair Evans
Blair Catherine Evans (ur. 3 kwietnia 1991 w Perth) – australijska pływaczka, wicemistrzyni olimpijska świata, medalistka mistrzostw świata (basen 25 m).

## Kariera sportowa
Specjalizuje się w stylu dowolnym. Największym osiągnięciem zawodniczki jest srebrny medal mistrzostw świata w Szanghaju w sztafecie na dystansie 4 × 200 m.

## Osiągnięcia

### Mistrzostwa świata
| Mistrzostwa   | Data          | Konkurencja               | Rezultat    | Miejsce |
| ------------- | ------------- | ------------------------- | ----------- | ------- |
| Szanghaj 2011 | 28 lipca 2011 | 4 x 200 m stylem dowolnym | 7:47,42 min |         |
| Rzym 2009     | 31 lipca 2009 | 800 m stylem dowolnym     | 8:38,10 min | 18.     |

### Mistrzostwa świata (basen 25m)
| Mistrzostwa | Data            | Konkurencja               | Rezultat    | Miejsce |
| ----------- | --------------- | ------------------------- | ----------- | ------- |
| Dubaj 2010  | 15 grudnia 2010 | 4 x 200 m stylem dowolnym | 7:37,57 min |         |
| Dubaj 2010  | 19 grudnia 2010 | 200 m stylem dowolnym     | 1:55,03 min | 5.      |
| Dubaj 2010  | 16 grudnia 2010 | 800 m stylem dowolnym     | 8:16,52 min | 6.      |